# Dave Edmunds
Dave Edmunds (ur. 15 kwietnia 1944 w Cardiff) – walijski muzyk rockowy, gitarzysta i wokalista. 
Główną inspiracją Edmundsa był blues W latach 1966–1970 lider zespołu Love Sculpture, z którym nagrał 2 albumy. Po 1970 roku artysta solowy. Podczas kariery solowej wykonywał dużo coverów standardów rock and rollowych. W 1992 roku akompaniował Ringo Starrowi podczas jego koncertu w Montreux.

## Dyskografia
wraz z Love Sculpture:
- Blues Helping (Grudzień 1968)
- Forms and Feelings (Styczeń 1970)

jako Dave Edmunds' Rockpile:
- Rockpile (Czerwiec 1972)

jako Dave Edmunds:
- Subtle As a Flying Mallet (Kwiecień 1975)
- Get It (Kwiecień 1977)
- Tracks on Wax 4 (Wrzesień 1978)
- Repeat When Necessary (Czerwiec 1979)

jako Rockpile:
- Seconds of Pleasure (Październik 1980)

jako Dave Edmunds:
- Twangin'  (Kwiecień 1981)
- D.E. 7th (Marzec 1982)
- Information (Kwiecień 1983)
- Riff Raff (Wrzesień 1984)
- I Hear You Rocking (Czerwiec 1987)
- Closer to the Flame (Kwiecień 1990)
- The Best of Dave Edmunds (Marzec 1991)
- The Anthology: 1968-1990 (Kwiecień 1993)
- Plugged In (Sierpień 1994)
- Hand Picked: Musical Fantasies (Styczeń 2000)
- A Pile of Rock: Live (Wrzesień 2001)
- From Small Things: The Best of Dave Edmunds (Czerwiec 2004)
- Alive and Pickin'  (Luty 2005)